# Aviron Bayonnais
El Aviron Bayonnais Rugby Pro es una entidad polideportiva de la ciudad francesa de Bayona (departamento de Pirineos Atlánticos). Actualmente disputan el Top 14, la máxima categoría del rugby francés.
Desde la fundación del club en 1904 ha sido tres veces campeón de Francia en 1913, 1934 y 1943 y ganó el Desafío Yves du Manoir dos veces en 1936 y 1980.
El club está en rivalidad con la vecina Olímpico Biarritz. Esta rivalidad es una de los más históricas del campeonato francés.
Al igual que su vecino y rival Biarritz Olympique Pays Basque, los últimos años ha disputado algunos partidos en el estadio de Anoeta (San Sebastián, España).

## Historia

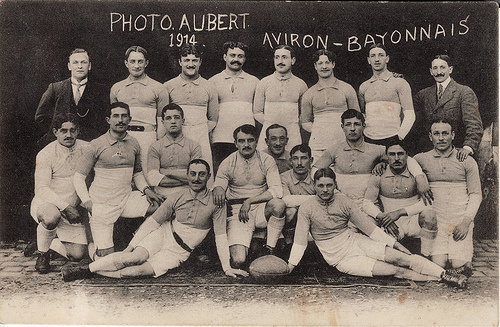
La plantilla del Aviron Bayonnais en 1914.

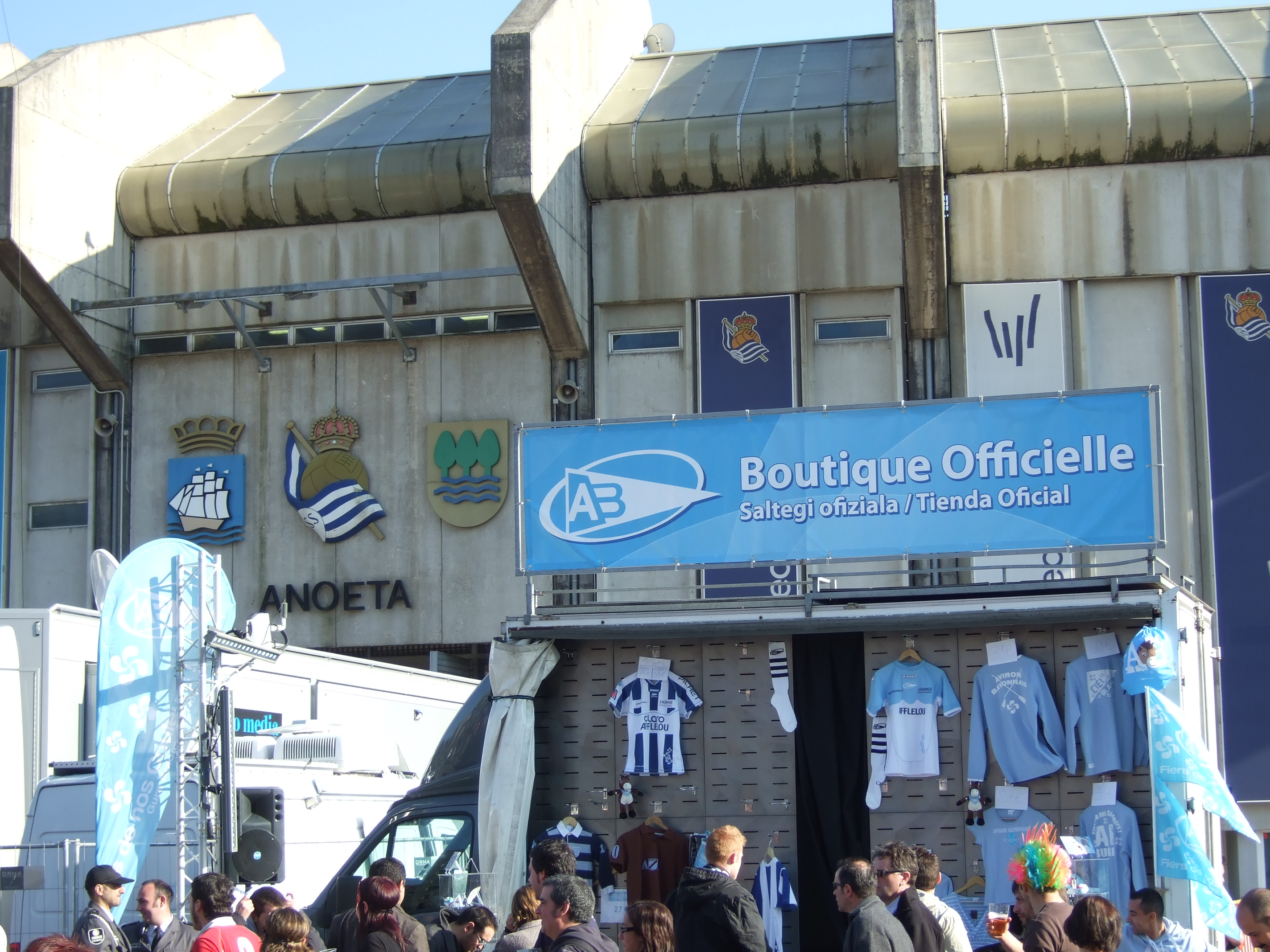
Aviron Bayonnais en Anoeta.

En 1906 el club polideportivo Aviron Bayonnais fundó su sección de rugby y jugó su primera final en 1913, donde derrotó al Sporting club universitaire de France por 31-8 en el estadio Yves-du-Manoir.En la Primera Guerra Mundial el campeonato de Francia se sustituye por la Copa de la Esperanza, esta competición se jugó durante cuatro temporadas donde el Aviron Bayonnais llegó a disputar la final en su último año, perdiendo ante Tarbes 4-3.
El campeonato de Francia se reafirma después de la guerra, y el club llegó a la final en la temporada 1922, donde se encuentra con el Stade Toulousain en el estadio Bouscat de Burdeos. Aviron Bayonnais pierde la final por 6-0. Los dos clubes se reúnen de nuevo en la temporada siguiente en la final, que volvió a ganar Stade Toulousain, un resultado de 3-0.
El Aviron Bayonnais alcanzó la final del campeonato en 1934, derrotando en la final a su vecinos del Biarritz Olympique por 13-8 en el antiguo estadio des Ponts Jumeaux de Toulouse para ganar su segundo campeonato después del de 1913, dos años después, en 1936 ganó el Desafío Yves du Manoir, derrotando a Perpignan en la final con un marcador de 9-3, Aviron volvió a ganar el campeonato de Francia en 1943 al vencer al SU Agen con un resultado de 3-0 en el Parc des Princes de París; el año siguiente, 1944, Bayona llega nuevamente a la final, pero perdió la final contra Perpignan 20-5.
Desde 1944, el club pasa una gran sequía de títulos ya que tuvo que esperar hasta 1980 para ganar otro trofeo al ganar el Desafío Yves du Manoir (copa de Francia), derrotando AS Béziers 16-10 para su segundo título en esta competición. Bayona también llegó a la final del campeonato en 1982 con una derrota contra el SU Agen 18-9.

### Historia reciente
Aviron bajó a la segunda división en 1996, y recién en la temporada 2003-04 consigue retornar a la elite del rugby francés.
El Aviron Bayonnais ha evolucionado desde entonces en el top 14 (ex Top 16), con la llegada de jugadores extranjeros en particular. Desde su regreso a la primera división, los objetivos del Aviron Bayonnais han pasado por asegurar la categoría en la elite. En 2006, a pesar de una temporada difícil en el top 14, el club encuentra un nuevo desafío al clasificarse para los cuartos de final de la European Challenge Cup, perdiendo London Irish 48-5 lo que ha sido hasta ahora su mayor éxito europeo. En 2007, Alain Afflelou llega al club como patrocinador, siendo un gran apoyo económico y mejorando la plantilla deportiva, Afflelou coge poderes en el club llegando a ser nombrado vicepresidente en 2010 trayendo de la mano a Bernard Laporte como asedor de presidencia lo cual produce una lucha interna entre Afflelou y el presidente Francis Salagoïty que deriva en la salida de Laporte del club. Después de años de grandes fichajes y grandes decepciones deportivas Afflelou en 2014 decide dejar de ser la cabeza visible del club vendiendo parte de su paquete de acciones para pasar a tener el 50 % del accionariado, al mismo tiempo que deja de ser patrocinador principal de club.

### Periodo de inestabilidad
En la primavera de 2015 Afflelou se desvincula definitivamente del club al vender el restante paquete de acciones a un grupo de 21 accionistas.
Desde la década de los noventa se ha ido especulando con una posible fusión entre el Aviron Bayonnais y el Biarritz Olympique, tanto es así que en 2013 las juntas directivas de ambos clubes estuvieron a punto de sellar el acuerdo, que finalmente la directiva del Baiona rompió. Estas conversaciones se vuelven a retomar en 2015 con la posible creación del Euskal Rugby Club, donde se mantienen varias reuniones a lo largo del año y que una vez acaba la temporada toman más fuerza. En 2015 y después de 10 años en la máxima categoría, el club desciende a PRO D2 jugadonse la permanencia en la última jornada donde un empate a puntos con Castres Olympique manda al equipo labortano a segunda división.
Una vez descendido el Aviron Bayonnais y el Biarritz Olympique reanudan las conversaciones para fusionarse y el 29 de mayo de 2015 los presidentes de ambos clubes confirman la noticia. Finalmente la idea de fusionarse se aborta ya que las juntas de accionistas tanto de Biarritz Olympique como del Aviron Bayonnais votan en contra de la propuesta lo cual desemboca en la dimisión del presidente Manuel Merín. Desde ese momento toma el relevo en la presidencia del club Francis Salagoïty, que apenas dará consistencia al proyecto ya que en abril de 2018 presenta su dimisión.
En lo deportivo la temporada 2015-2016 se presumía muy complicada ya que a tres semanas de empezar la competición la plantilla solo contaba con 15 jugadores profesionales, pero sorprendentemente desde el principio el Aviron se mantiene en la cabeza de la clasificación, tanto es así que acaba la liga regular en segunda posición clasificándose para lo play off donde logra el ascenso al ganar a Aurillac por 21-16. El año siguiente fue francamente difícil y acabó con el descenso del equipo labortano, ocupando la última plaza de la clasificación. En la temporada 2018-2019 nuevamente lográ el ascenso de categoría al clasificarse en tercera posición en la liga regular y ganar la final de ascenso ante Brive por el resultado de 19-21. La temporada 2019-20 a pesar de empezar bastante bien, fue suspendida debido a la pandemia global por COVID-19. En la 2020-21 el Aviron tuvo una campaña de más a menos con un sinfín de lesiones lo cual le hizo ocupar en la última jornada la plaza 13, que daba lugar a un playoff que se jugó contra los vecinos de Biarritz Olympique, el resultado fue de empate a 6, lo cual hizo que se tuviese que desempatar con tiros a palos, donde fueron mejores los Biarritz y Aviron descendió nuevamente de categoría.

## Vasquismo
El sentimiento euskaldun por parte del Aviron es evidente, tanto es así que junto al Biarritz Olympique son conocidos como los clubes vascos. Y todo este sentimiento queda patente dentro de su simbología, canciones, peñas, etc. Mantiene una fuerte relación con la Real Sociedad de Fútbol tanto es así que ha llegado a jugar algún partido importante del Top 14 en el estadio de Anoeta. Aunque también se ha valorado la posibilidad de jugar algún partido en estadio de San Mamés
En cuanto a su mascota es llamada Pottoka que es el nombre que recibe una raza de caballo originaria del País Vasco. La canción más popular entre sus seguidores es Txoria txori, canción creada por Mikel Laboa en 1968, que puso música a un poema de Joxean Artze de 1957. Ambas creaciones se hacen en época franquista cuando el euskera estaba prohibido por la dictadura española. La canción es un canto a la libertad que se canta habitualmente en los partidos del Aviron.

## Símbolos

### Evolución del escudo
Desde el nacimiento del club han existido diferentes modelos y versiones del escudo. El actual data del año 2008 y posee un banderín sin mástil con las iniciales AB en azul cielo dentro de un oval y el nombre del club fuera del oval. Así, las características principales del mismo son:
- Las iniciales.

En el banderín. Una "A" en referencia a aviron, remo en francés, una "B" en referencia a Bayonne.
- Las variaciones.

La primera variante del mismo fue un oval con un banderín con las iniciales del club, en 2004 se produce el primer cambio perdiendo el oval y pasando únicamente a ser un banderín con un mástil de color madera con las iniciales del equipo y el nombre completo del equipo a la izquierda del banderín.
Para 2004 se preparó un escudo especial con motivo de la celebración del centenario del club que consistía en un banderín blanco con mástil de madera con los bordes en azul y las iniciales del club seguidas de los años 1904-2004.
En 2008 fue el último cambio y es el actual escudo del equipo.

### Himno
Su himno, denominado "Peña Baiona" (nombre de una hinchada del equipo), tiene la melodía de la canción "Griechischer Wein", compuesta por el cantante austriaco Udo Jürgens, y su posterior versión "Vino Griego" del artista español, José Vélez. Suele ser cantado en francés, aunque también hay una versión en euskera.

### Mascota
La mascota del club es un pottoka (una raza de caballo del País Vasco ) llamada Pottoka. Es una de las más famosas mascotas del rugby francés y goza del cariño de jóvenes y mayores. Se ha comprometido a la Asociación Vasca Haur heri, que ayuda a niños enfermos del Hospital de Bayona. Acción particularmente popular en Bayona. En 2014, creó con la ayuda del cantante Gorka Robles la canción, Hola, Agur, en el que canta junto con los niños enfermos, así como por algunos jugadores de Aviron (M.Ugalde, G.Rouet, J.Rokocoko, S.Spedding, G.Lovobalavu). Todos los beneficios de este CD fueron donados a los niños enfermos.

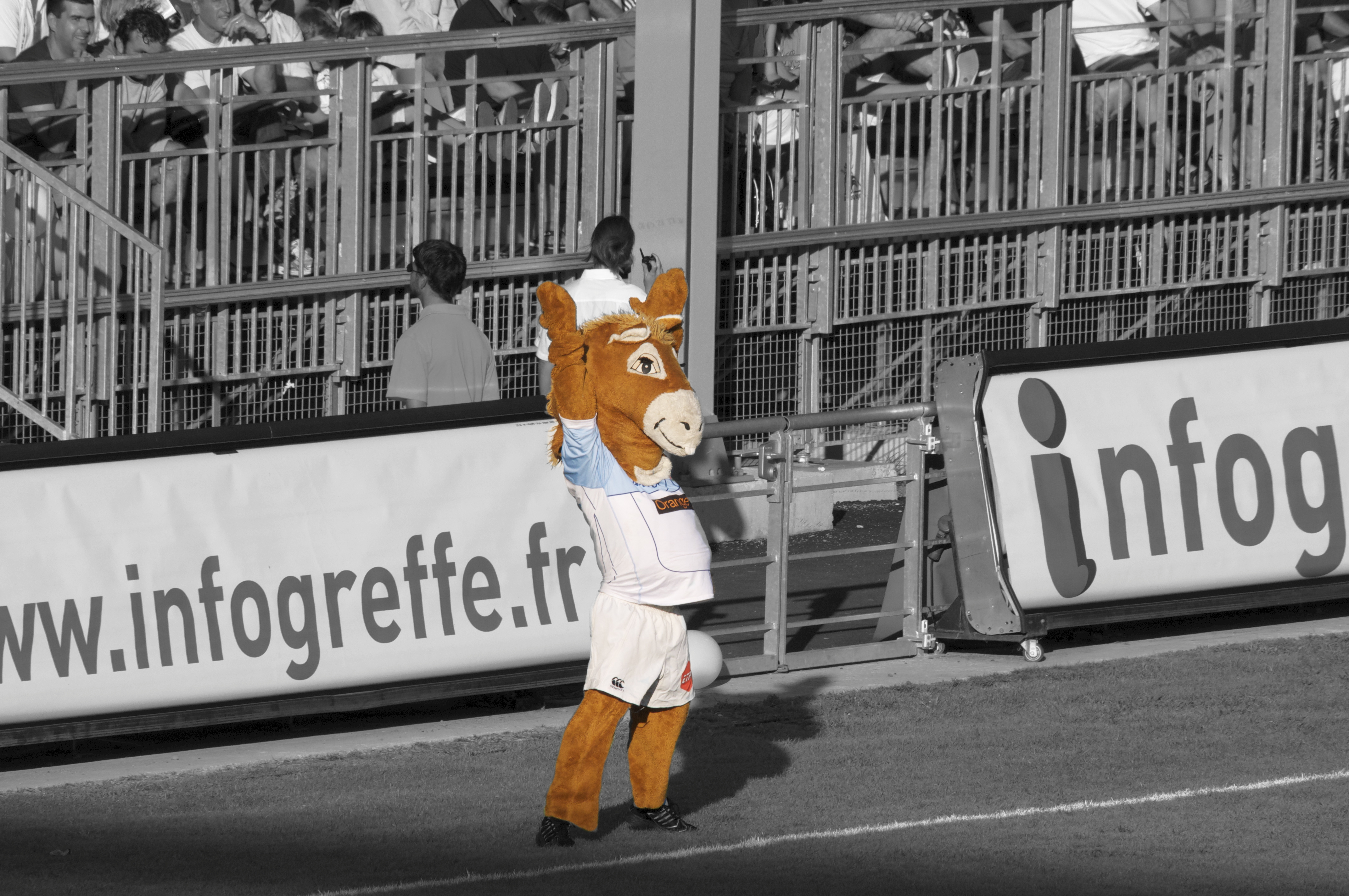
Pottoka en el estadio Jean Dauger

## Estadio
El estadio antiguo llamado parque de los deportes de San León albergó la llegada de varias etapas del Tour de Francia. Y fue testigo de algún partido entre algunos de los mejores equipos europeos de fútbol. En cuanto a rugby ha sido anfitrión de las finales de la copa Yves du Manoir, partido entre la selección Vasca y Nueva Zelanda o incluso un encuentro de la Copa Mundial de Rugby de 1991 entre otros eventos.
En 1937 se inaugura el actual estadio llamado con el nombre Jean-Dauger como homenaje al exjugador de rugby del Aviron Bayonnais. Este estadio ha sufrido diferentes remodelaciones en sus gradas y en la actualidad tiene una capacidad para albergar a 16.934 espectadores.

## Palmarés
- Top 14 (3): 1912-13, 1933-34, 1942-43

- Pro D2 (2): 2018-19, 2021-22

- Desafío Yves du Manoir (2): 1936, 1980

- Subcampeón Top 14 (4): 1921-22, 1922-23, 1943-44, 1981-82

## Estadísticas

### Ranking de Bayona en la liga
| temporada | campeonato | División         | clasificación              |
| 2024-2025 | Top 14     | primera división | -                          |
| 2023-2024 | Top 14     | primera división | 12°                        |
| 2022-2023 | Top 14     | primera división | 8°                         |
| 2021-2022 | ProD2      | segunda división | 2° / campeón               |
| 2020-2021 | Top 14     | primera división | 13° / descenso en play off |
| 2019-2020 | Top 14     | primera división | temporada suspendida       |
| 2018-2019 | ProD2      | segunda división | 1° / ascenso               |
| 2017-2018 | ProD2      | segunda división | 8°                         |
| 2016-2017 | Top 14     | primera división | 14° / descenso             |
| 2015-2016 | ProD2      | segunda división | 2° / ascenso               |
| 2014-2015 | Top 14     | primera división | 13° / descenso             |
| 2013-2014 | Top 14     | primera división | 10°                        |
| 2012-2013 | Top 14     | primera división | 8º                         |
| 2011-2012 | Top 14     | primera división | 12º                        |
| 2010-2011 | Top 14     | primera división | 7º                         |
| 2009-2010 | Top 14     | primera división | 13º                        |
| 2008-2009 | Top 14     | primera división | 7º                         |
| 2007-2008 | Top 14     | primera división | 9º                         |
| 2006-2007 | Top 14     | primera división | 8º                         |
| 2005-2006 | Top 14     | primera división | 12º                        |
| 2004-2005 | Top 16     | primera división | 12º                        |
| 2003-2004 | ProD2      | segunda división | 1.er / promoción           |
| 2002-2003 | ProD2      | segunda división | 6º                         |
| 2001-2002 | ProD2      | segunda división | 9º                         |
| 2000-2001 | ProD2      | segunda división | 3º / Semifinal             |
| 1999-2000 | Groupe B   | segunda división |                            |
| 1998-1999 | Groupe B   | segunda división |                            |
| 1997-1998 | Groupe B   | segunda división |                            |
| 1996-1997 | Groupe B   | segunda división |                            |
| 1995-1996 | Pro D1     | primera división | 9º / descenso              |

### Jugadores emblemáticos
| - André Álvarez - Robert Baulon - André Béhotéguy - Henri Béhotéguy - Christian Bélascain - Eugène Billac - Maurice Celhay - Mark Chisholm - Jean Dauger | - Pierre Dospital - Richard Dourthe - Bernard Duprat - Pepito Elhorga - Fernand Forgues - Sam Gerber - Jean-Michel González - Aretz Iguiniz - Jean Iraçabal | - Louis Junquas - Paul Labadie - Patrice Lagisquet - Christophe Lamaison - Daniel Larrechea - Félix Lasserre - Rob Linde - James McLaren - Christian Magnanou - Camille López | - Jean-Jo Marmouyet - Rémy Martin - Laurent Pardo - Patrick Perrier - Roland Pétrissans - Joe Rokocoko - Jacques Rollet - Guillaume Rouet - David Roumieu - Jean-Marie Usandisaga |

## Presidentes
1906 Gabriel Chantillon
Joseph Choribit
- 1921-1928  : Fernand Forgues
- 1928-1941 : André Fríos
- 1941-1946 : Georges Darhan
- 1941-1946 : Georges Darhan
- 1954-1959 : Henri Grenet
- 1959-1965 : Robert Lahet
- 1965-1976 : Maurice Celhay
- 1976-1993 : Jean Grenet
- 1993-1997 : Jean Pierre Dussarrat
- 1997-1999 : Jean-Michel Barneteche
- 1999-2011 : Francis Salagoïty
- 2011-2011 : Michel Cacouault
- 2011-2014 : Alain Afflelou
- 2014-2015 : Emmanuel Mérin
- 2015-2018 : Francis Salagoïty
- 2018 - presente: Philippe Tayeb

## Aficionados
Los aficionados del Aviron son para el equipo el jugador número dieciséis. Desde agosto de 2009, la Peña Baiona es el nombre que se le da al conjunto de más de 20 peñas y asociaciones de aficionados del Aviron Bayonnais. La peña Baiona se formó para seguir, animar y realizar diferentes actividades en favor del club antes, durante y después de los partidos de Jean-Dauger.